# Yōichi Ushihara
Yōichi Ushihara (牛原陽一, Ushihara Yōichi) né le 25 mars 1924 dans la préfecture de Kyoto et mort le 7 février 1977, est un réalisateur japonais.

## Biographie
Yōichi Ushihara est le fils aîné de Kiyohiko Ushihara, un important réalisateur et scénariste du cinéma muet japonais, et de l'actrice Chiyoko Mimura (ja). Il rejoint la Daiei en 1947 après avoir obtenu son diplôme de la faculté d'économie de l'université Keiō. Transféré à la Nikkatsu en 1954, il fait ses débuts en tant que réalisateur en 1958 avec Yarō to ōgon. Dès lors, il est principalement actif dans des films d'action de la Nikkatsu.
Yōichi Ushihara a réalisé 24 films entre 1958 et 1965.
L'actrice Chie Ushihara (ja) est sa fille.

## Filmographie
Sauf indication contraire, la filmographie de Yōichi Ushihara est établie à partir de la base de données JMDb.
- 1958 : Yarō to ōgon (野郎と黄金?)
- 1958 : Yoru no ōkami (夜の狼?)
- 1959 : Mi imada aoshi (実いまだ青し?)
- 1959 : Yama to tani to kumo (山と谷と雲?)
- 1959 : Otoko nara yume o miro (男なら夢をみろ?)
- 1960 : Tekkaba no kaze (鉄火場の風?)
- 1960 : Jamamono wa kese (邪魔者は消せ?)
- 1960 : Tenka o toru (天下を取る?)
- 1960 : Ippiki ōkami (一匹狼?)
- 1960 : Eiyū kōhosei (英雄候補生?)
- 1961 : Kurenai no kenjū (紅の拳銃?)
- 1961 : Yami ni nagareru kuchibue (闇に流れる口笛?)
- 1961 : Dōdō taru jinsei (堂堂たる人生?)
- 1962 : Kuroi daisu (黒いダイス?)
- 1962 : Taiyō to hoshi (太陽と星?)
- 1962 : Wataridori kokyō e kaeru (渡り鳥故郷へ帰る?)
- 1962 : Hageshii kawa (激しい河?)
- 1963 : Sora no shita tōi yume (空の下遠い夢?)
- 1963 : Akai kutsu to rokudenashi (赤い靴とろくでなし?)
- 1963 : Alibi (アリバイ, Aribai?)
- 1963 : Jigoku no saiten (地獄の祭典?)
- 1964 : Sasurai no gyanburā (さすらいの賭博師?)
- 1965 : Nageta dice ga asu o yobu (投げたダイスが明日を呼ぶ?)
- 1965 : Sanbiki no norainu (三匹の野良犬?)